# Also Sprach Zarathustra (album)
Pour les articles homonymes, voir Also sprach Zarathustra.
Albums de Laibach
1 VIII 1944. Warszawa
(2014) The Sound of Music
(2018)
Also Sprach Zarathustra est un album de Laibach sorti le 14 juillet 2017. 

## Historique
L'album Also Sprach Zarathustra est tiré de la bande originale composée par Laibach dans le cadre d'une adaptation du roman de Friedrich Nietzsche pour le théâtre Anton Podbevšek à Novo Mesto,, en Slovénie. La première de cette pièce dirigée par Matjaž Berger est jouée en mars 2016,. 
Une première bande-annonce est disponible le 8 juin 2017. Elle présente un court extrait du titre « Ein Verkündiger ». La vidéo officielle du morceau « Vor Sonnen-Aufgang » sort le 14 juillet 2017, suivie le 26 octobre 2017 d'une version enregistrée en concert. Le 20 février 2018, Laibach publie une vidéo réalisée par Tomislav Gangl du titre « Ein Verkündiger », filmée au Kino Šiška à Ljubljana, le 9 décembre 2017.
L'album a été composé par Matevž Kolenc,, membre du groupe Melodrom dans lequel officie aussi Mina Špiler. Il est disponible en version numérique, vinyle et CD.

## Liste des titres

### Version CD
Les versions CD et numériques contiennent trois titres supplémentaires : « Vor Sonnen-Untergang », « Die Unschuld I » et « Von Den Drei Verwandlungen ».
| No  | Titre                      | Durée |
| --- | -------------------------- | ----- |
| 1.  | Vor Sonnen-Untergang       | 5:12  |
| 2.  | Ein Untergang              | 5:17  |
| 3.  | Die Unschuld I             | 2:44  |
| 4.  | Ein Verkündiger            | 4:38  |
| 5.  | Von Gipfel Zu Gipfel       | 5:09  |
| 6.  | Das Glück                  | 4:32  |
| 7.  | Das Nachtlied I            | 3:23  |
| 8.  | Das Nachtlied II           | 3:39  |
| 9.  | Die Unschuld II            | 3:45  |
| 10. | Als Geist                  | 5:45  |
| 11. | Vor Sonnen-Aufgang         | 5:58  |
| 12. | Von Den Drei Verwandlungen | 7:27  |

### Version LP
Le LP est distribué avec un code permettant de télécharger la version numérique de l'album.
| A1. | Ein Untergang        | 4:00 |
| A2. | Ein Verkündiger      | 4:38 |
| A3. | Von Gipfel Zu Gipfel | 5:09 |
| A4. | Das Glück            | 4:32 |
| A5. | Das Nachtlied I      | 3:23 |

| B1. | Das Nachtlied II   | 3:39 |
| B2. | Die Unschuld II    | 3:45 |
| B3. | Als Geist          | 5:45 |
| B4. | Vor Sonnen-Aufgang | 5:58 |

## Crédits

### Enregistrement et production
- Matevž Kolenc - auteur, production
- Jelena Ždrale - alto, violon
- Mina Špiler - chants
- Matej Gobec - mastering
- RTV Slovenia Symphony Orchestra - orchestre

### Conception graphique
- Matjaž Komel - conception graphique

## Versions
| Type | Label        | Référence    | Année | Pays   |
| ---- | ------------ | ------------ | ----- | ------ |
| LP   | Mute Records | STUMM401     | 2017  | Europe |
| CD   | Mute Records | CDSTUMM401   | 2017  | Europe |
| CD   | Mute Records | CDSTUMM401US | 2017  | USA    |
| FLAC | Mute Records | /            | 2017  | /      |